# Ржавчик (Орловская область)
Ржа́вчик — упразднённый посёлок, существовавший на территории Дмитровского района Орловской области до 1986 года. На момент упразднения входил в состав Плосковского сельсовета.

## География
Располагался в 16 км к востоку от Дмитровска. К западу и югу от территории бывшего посёлка находится урочище Большая Хвощица. В данном урочище, в логу к западу от бывшего посёлка, есть небольшой пруд.

## История
Основан в начале XX века переселенцами из деревни Хальзево. В 1926 году в посёлке было 24 двора, проживало 134 человека (74 мужского пола и 60 женского). В то время Ржавчик входил в состав Апойковского сельсовета Долбенкинской волости Дмитровского уезда. С упразднением Апойковского сельсовета был передан в Плосковский сельсовет. С 1928 года в составе Дмитровского района. В 1937 году в посёлке было 26 дворов. Во время Великой Отечественной войны, с октября 1941 года по август 1943 года, находился в зоне немецко-фашистской оккупации. Упразднён 25 апреля 1986 года.

## Население
| Годы      | 1926 |
| --------- | ---- |
| Население | 134  |